# Хенри VII
Хенри VII (на английски: Henry VII) е крал на Англия, владетел на Ирландия (22 август 1485 – 21 април 1509). Роден е като Хенри Тюдор и е първият монарх от династията Тюдор.

## Произход и коронация
Той е единствен син на Едмънд Тюдор и Маргарет Бофор. Хенри е потомък на Джон Гонт по линия на извънбрачната връзка на Гонт с Катрин Суинфорд.
Въпреки че е Ланкастър, Хенри придобива трона чрез лична борба. В битката при Босуърт през 1485 г. Хенри побеждава Ричард III, който е убит, и Хенри е коронясан за крал на Англия под името Хенри VII.

## Управление (1485 – 1509)
Хенри е определен от съдбата да царува в Англия след 85 години гражданска война. През 1486 г. се жени за Елизабет Йоркска, от която има четири деца: Артър, Хенри, Маргарет и Мери. Бракът му с Елизабет обединява фракциите Ланкастър и Йорк и премахва проблема с наследяването на короната.
По време на царуването му има два бунта, които са ръководени от лица, претендиращи, че са по-близки роднини на Плантагенетите. Ламбърт Симнел претендира, че е граф на Уоруик, но е победен и е принуден да работи за краля. Пъркин Уорбек се представя за Ричард, по-малкият брат на Едуард V, който е бил затворен в Тауър. Уорбек бяга на континента и след повторен опит да нахлуе в Англия е затворен и екзекутиран по заповед на краля.
Хенри подсилва монархията чрез редица въведения, с които отслабва властта на благородниците. Той избягва публичните прояви, затова тези, които редовно го виждат, са хората на служба в двора. Той създава комитет на поверителния съвет, който е предвестник на съвременния Министерски съвет. Като ръководител на консултантския съвет Хенри създава Съда на звездната камара, целейки по този начин да усили кралското участие в гражданските и криминалните случаи. Като алтернатива на данъците, налагани от Парламента, той налага заеми и субсидии на благородниците. Недоверието на Хенри към благородниците идва от опита му от Войната на розите. Умението му да заобикаля решенията на Парламента (а по този начин и благородниците) играе решаваща роля при възвръщането мощта на правителството.

### Външна политика
Политическата проницателност на Хенри е очевидна в действията му във външната политика. Той се съюзява с Испания за сметка на Франция, уреждайки брака на наследника си Уелския принц Артър с дъщерята на испанските монарси Фердинанд Арагонски и Исабела Кастилска – Катерина Арагонска. Артър умира след няколко месеца и Хенри осигурява папско разрешение Катерина да се омъжи за втория му син, брата на Артър – принц Хенри (бъдещият Хенри VIII). Бракът на дъщерята Маргарет с шотландския крал Джеймс IV свързва кралските династии Тюдор и Стюарт, като по този начин Стюартите наследяват Тюдорите след изчезването на Тюдорската династия.
Хенри насърчава търговията и субсидира корабостроенето. Сключва изгодни търговски споразумения и по този начин увеличава богатството на короната и нацията.

### Вътрешна политика
Хенри не поддържа връзка с обикновените хора. Той използва благородниците като средство да преобрази средновековното кралско правителство, като по този начин го превърне в ефикасен инструмент за провеждане на кралската политика. Правото и търговията заместват феодалното задължение от Средновековието.
Хенри умира през 1509 г. след 24 години царуване.

## Деца
- Артър, принц Уелс (1486 – 1502), женен за Катерина Арагонска, дъщеря на Фердинанд Арагонски, крал на Испания, и Изабела Кастилска
- Маргарет Тюдор (1489 – 1541), съпруга на крал Джеймс IV и кралица на Шотландия (1502 – 1513)
- Хенри VIII (1491 – 1547), крал на Англия (1509 – 1547)
- Мария Тюдор (1496 – 1533), съпруга на крал Луи XII и кралица на Франция (1514 – 1515)